# 暗紋蜥杜父魚
暗紋蜥杜父魚，為輻鰭魚綱鮋形目杜父魚亞目杜父魚科的其中一種，為溫帶海水魚，分布於西北太平洋日本至薩哈林島海域，體長可達10公分，棲息在潮池，生活習性不明。